# 道森-蘭布頓山
78°54′S 160°37′E / 78.900°S 160.617°E
道森-蘭布頓山是南極洲的山峰，屬於沃斯特山脈的一部分，處於施佩耶爾山西南面6公里，海拔高度2,295米，該山峰由英國的探險隊發現。